# Триъгълник (съзвездие)
Вижте пояснителната страница за други значения на Триъгълник.
Триъгълник е малко съзвездие в северното полукълбо с три ярки звезди от трета и четвърта величина. То е едно от 88-те съвременни съзвездия и също така едно от 48-те класифицирани от Птолемей.